# Gemengde bindweefselziekte
De gemengde bindweefselziekte (Engels: mixed connective-tissue disease, MCTD) of het syndroom van Sharp is een auto-immuunziekte met symptomen van zowel SLE, systemische sclerose als dermatomyositis. Het is een overlapsyndroom, maar met over het algemeen een milder verloop dan bijvoorbeeld SLE. De ziekte kan wel overgaan in SLE of systemische sclerose.
De belangrijkste symptomen zijn: fenomeen van Raynaud, zwelling van de handen, sclerose (verdikking) van de huid van de vingers (nagelriemen, vingertoppen). Daarnaast gewrichtsontstekingen die kunnen verlopen zonder schade achter te laten. Spierpijnen en een algemeen moe gevoel. Ook longen, nieren, slokdarm kunnen aangedaan raken. De meeste patiënten zijn vrouwen. In het bloed zijn auto-antistoffen aantoonbaar: de ANA is grof-gespikkeld. Kenmerkend zijn antistoffen tegen een bepaald extraheerbaar kernantigeen (ENA), namelijk RNP (ribonucleoproteïne).